# Tour della nazionale maschile di rugby a 15 del Sudafrica 2018
A novembre 2018 la nazionale sudafricana di rugby allenata da Rassie Erasmus, in preparazione della Coppa del Mondo di rugby 2019, intraprese un tour in Europa.
La spedizione consisteva in quattro test match, uno in Francia e gli altri tre in Gran Bretagna contro Inghilterra, Scozia e Galles.
Il tour si concluse con due vittorie (Francia e Scozia) e altrettante sconfitte (Galles e Inghilterra).
Il primo test match a Twickenham vide l'Inghilterra aggiudicarsi l'incontro grazie a tre calci piazzati e un drop e grande organizzazione di gioco che non permise al Sudafrica di estendere il suo dominio per tutti gli ottanta minuti: a fronte di un primo tempo aggressivo e propositivo in cui gli Springbok avevano chiuso in vantaggio 8-6, infatti, gli inglesi risposero con guadagno territoriale nella ripresa e disciplina tattica, permettendo agli avversari solo un calcio piazzato e colpendo a sette minuti dalla fine con i tre punti decisivi che diedero loro la vittoria.
Una settimana più tardi allo Stade de France andò in scena un test match che la squadra di casa aveva affrontato con autorevolezza fino ai primi minuti del secondo tempo, in cui era giunta a condurre fino a 23-9; il ritorno sudafricano, tuttavia, riportò il punteggio in bilico fino a un punto sotto i francesi, 22-23, i quali allungarono ulteriormente a 26 a tredici minuti dalla fine.
Una meta nel recupero, cinque minuti dopo la fine del tempo regolamentare, permise agli Springbok di sorpassare i padroni di casa e la successiva trasformazione servì solo ad arrotondare il vantaggio per un finale di 29-26.
Fu vittoria anche a Murrayfield contro la Scozia, ma dopo una partita estremamente combattuta e dal risultato mai definitivamente al sicuro fino al fischio finale: il primo tempo finì 20-17 per i sudafricani, e nella ripresa gli scozzesi riuscirono a riportarsi in parità 20-20, ma sul successivo 20-23 non sfruttarono una superiorità numerica grazie a un'espulsione temporanea di Willie le Roux durante la quale gli Springbok mantennero inalterato il punteggio, per poi marcare ulteriori tre punti a pochi minuti dalla fine e fissare il punteggio sul 26-20.
Il quarto e ultimo test match fu una sconfitta al Millennium Stadium contro il Galles: anche in tale occasione la vittoria fu costruita nel primo tempo, con i britannici a condurre 14-3 all'intervallo; nel secondo tempo una meta di Jessie Kriel rimise in partita gli Springbok ma Dan Biggar, nel quarto d'ora finale, con due piazzati a segno ripristinò le distanze e il Galles s'impose 20-11.
Tale incontro significò per i gallesi il completamento da imbattuti della loro prima serie autunnale di sempre; della quarta vittoria consecutiva sul Sudafrica e, infine, della loro nona vittoria assoluta consecutiva, impresa mai loro riuscita nel XXI secolo, la più recente essendo del 1999.

## Risultati
| Arbitro: | Angus Gardner |

|                                   |      |                 |
|                                   | mt   | 34’ Nkosi       |
| O. Farrell 23’, 37’, 73’ Daly 51’ | c.p. | 7’, 68’ Pollard |

| Arbitro: | Nigel Owens |

|                            |      |                                 |
| Guirado 37’ Bastareaud 42’ | mt   | 44’ Nkosi 80+5’ Mbonambi        |
| Serin 37’, 43’             | tr   | 44’, 80+5’ Pollard              |
| Serin 7’, 12’, 67’         | c.p. | 13’, 22’, 29’, 53’, 61’ Pollard |
| Lopez 34’                  | drop |                                 |

| Arbitro: | Romain Poite |

|                      |      |                                    |
| Horne 19’ Watson 34’ | mt   | 6’ Kriel 21’ Pollard               |
| Laidlaw 19’, 34’     | tr   | 6’, 21’ Pollard                    |
| Laidlaw 27’, 47’     | c.p. | 25’, 39’, 50’ Pollard 73’ Jantjies |

| Arbitro: | Luke Pearce |

|                             |      |                          |
| Francis 10’ L. Williams 16’ | mt   | 56’ Kriel                |
| Anscombe 10’, 16’           | tr   |                          |
| Biggar 69’, 72’             | c.p. | 20’ Pollard 62’ Jantjies |